# 米哈伊爾·烏里揚諾夫
米哈伊爾·亞歷山德羅維奇·烏里揚諾夫（俄语：Михаи́л Алекса́ндрович Улья́нов，1927年11月20日—2007年3月26日）是一名蘇聯、俄羅斯籍演員。他是二戰後的蘇聯劇場藝術和电影中最具認受性的人物之一。他於1969年獲授予苏联人民艺术家的稱號，其後又於1986年獲得社会主义劳动英雄的稱號。1982年，威尼斯电影节贈送了一份神秘禮物給他。

## 生平
米哈伊爾·亞歷山德羅維奇·烏里揚諾夫在1927年11月20日出生於蘇聯西伯利亞邊疆區鄂木斯克州的貝爾格馬克，其童年和青少年期時居住在塔拉。儘管他在輸普金舒高爾學校的考試不及格，以及不獲莫斯科藝術劇院錄取，他於1944年搬家到鄂木斯克並成為了一名演員。在鄂木斯克戲劇劇院中的一個工作室中學習兩年後，他去了莫斯科並於1946年入讀休金戲劇學校。
烏里揚諾夫與1950年起在瓦赫坦戈夫劇院工作，並於1987年起管理該劇院。他曾在舞台上扮演許多不同種類的角色，在其當中，與羅戈任一起表演的陀思妥耶夫斯基的《笨蛋》是最為有名的。1979年，他出演了瓦西里·宿甚的史詩級小說《我已經來給你自由了》，負責演出史提潘·拉辛一角。1985年，米哈伊爾·烏里揚諾夫出演了由美國劇作家約翰·赫西創作的諷刺戲劇《購買兒童者》。 
在電影方面，他經常演出堅定的共產主義領袖的角色，如弗拉基米爾·列寧和格奧爾基·朱可夫。他最為人知的角色是1964年《主席》中的葉戈爾·特魯布尼科夫。這一角色變成了蘇聯的經典，以及最能象徵米哈伊爾·烏里揚諾夫的角色。
他參與聯合執導的1969年電影《卡拉馬佐夫兄弟》獲提名奥斯卡最佳外语片奖，並入圍第六屆莫斯科國際電影節。他也出演了1979年的《主題》和1982年的《私人生活》，這兩部電影均各自在柏林国际电影节和威尼斯电影节獲得獎項。
隨後，1990年時，他演出莎士比亞的戲劇改編而成的電影中尤利烏斯·凱撒一角；1994年時，演出電影化的《大师与玛格丽特》中本丟·彼拉多一角；1999年時，在史提斯臘夫·高伐洛斤執導的電影《伏羅希洛夫團的火槍手》中飾演復仇老手射手的角色，以上演出均廣受好評。他於2007年3月26日因腸道疾病在莫斯科逝世。

## 著名演出作品
- 《我住的家（英语：The House I Live In (1957 film)）》（1957）飾演德米特里·費多羅維奇·卡史林。
- 《一個簡單的故事（英语：A Simple Story (1960 film)）》（1960）飾演安德烈·葉戈羅維奇·丹尼洛夫。
- 《沉默（英语：Silence (1963 film)）》（1963）飾演彼得·伊萬諾維奇·拜科夫。
- 《生存的與死亡的（英语：The Alive and the Dead）》（1964）飾演軍隊指揮官謝爾蓋·菲利波維奇。
- 《主席（英语：The Chairman (1964 film)）》（1964）飾演葉戈爾·特魯布尼科夫。
- 《冰凍的閃光（英语：Frozen Flashes (film)）》（1967）飾演亞歷山大·戈爾巴托夫將軍。
- 《卡拉馬佐夫兄弟（英语：The Brothers Karamazov (1969 film)）》（1969）飾演德米特里·卡拉馬佐夫。
- 《飛行（英语：The Flight (film)）》（1970）飾演格魯戈瑞·路卡因諾維治·查諾塔將軍。
- 《解放（英语：Liberation (film series)）》（1969-71）飾演元帥格奧爾基·朱可夫。
- 《瞄準》（1975）飾演元帥格奧爾基·朱可夫。
- 《自由的戰士（英语：Soldiers of Freedom）》（1977）飾演元帥格奧爾基·朱可夫。
- 《主題》（1979）飾演作家金·葉森。
- 《私人生活（英语：Private Life (film)）》（1982）飾演謝爾蓋·尼基蒂奇·阿布里科索夫。
- 《沒有見證人（英语：Without Witness）》（1983）飾演「他」。
- 《莫斯科保衛戰》（1985）飾演元帥格奧爾基·朱可夫。
- 《斯大林格勒（英语：Stalingrad (1989 film)）》（1989）飾演元帥格奧爾基·朱可夫。
- 《大師與瑪格麗特（英语：The Master and Margarita (1994 film)）》（1994）飾演本丟·彼拉多。
- 《所有事情都會好起來！（英语：Everything Will Be Fine!）》（1996）飾演祖父。
- 《伏羅希洛夫團的火槍手（英语：The Rifleman of the Voroshilov Regiment）》（1999）飾演艾文·費奧多羅維奇·阿方年。
- 《反殺手（英语：Antikiller）》（2002）飾演罪犯老大「父親」。

## 榮譽與獎項
- 社会主义劳动英雄（1986）
- 三级祖国功勋勋章（1996年10月17日）—就為國家服務和對戲劇藝術作出的重大貢獻而授予
- 兩個列寧勳章（1986，？）
- 十月革命勋章（1977）
- 列宁奖（1966）—就他在電影《主席》演出葉戈爾·特魯布尼科夫一角的表現而授予
- 以康·谢·斯坦尼斯拉夫斯基命名的俄羅斯蘇維埃聯邦社會主義共和國國家獎（1975）
- 苏联国家奖（1983）—就他在電影演出《私人生活》中的謝爾蓋·尼基蒂奇·阿布里科索夫而授予。
- 俄罗斯苏维埃联邦社会主义共和国功勋艺术家（1961）
- 俄罗斯苏维埃联邦社会主义共和国人民艺术家（1965）
- 苏联人民艺术家（1969）
- 波蘭人民共和國榮譽文化工作者（1974）
- 「黃金獅子」（威尼斯电影节，1982）—就演出《私人生活》而授予。
- 「為了榮譽與勇氣」勳章（2005）
- 唯一的榮譽稱號「Superstar」（2005）
- 或提名基諾塔伐（英语：Kinotavr）獎「創造性的職業生涯獎」（1997）
- 「黃金白羊座」—最佳演員（1999）
- 俄羅斯聯邦文學及藝術總統獎（1998）
- 「水晶圖蘭朵」獎（1997）
- 黃金面具（英语：Golden Mask (Russian award)）（1999）
- 「偶像」獎（1999）
- 2008年時，俄羅斯的新北極遊船命名為「米哈伊爾·烏里揚諾夫」。[5]

## 外部連結
- 传记 （页面存档备份，存于） （英文）
- 乌里扬诺夫在瓦赫坦戈夫剧院的信息
- 讣告：乌里扬诺夫在莫斯科逝世 （页面存档备份，存于） （俄文）
- 米哈伊爾·烏里揚諾夫在互联网电影资料库（IMDb）上的資料（英文）
- 在Find a Grave上的米哈伊爾·烏里揚諾夫